# Zuuk
Zuuk is een buurtschap in de Nederlandse provincie Gelderland. De buurtschap valt onder de gemeente Epe, en telt ongeveer 300 inwoners. Het ligt vrijwel naast de snelweg A50.
De naam Zuuk is een verbastering van zuudwiek, Nedersaksisch voor zuidwijk.
De buurtschap werd bekend door de zogenoemde Wreekster van Zuuk, die rond het jaar 2000 meerdere brandstichtingen en vernielingen pleegde.
In de buurtschap zijn twee watermolens te vinden:
- De Kopermolen
- De Zuukermolen

## Beroemde personen
- Teun Mulder